# Dax van de Velden
Dax van de Velden (* 24. Mai 1992 in Amsterdam) ist ein ehemaliger niederländischer Eishockeyspieler, der vorwiegend für Amsterdamer Vereine spielte.

## Karriere

### Clubs
Van de Velden, der aus der größten Stadt der Niederlande stammt, begann seine Karriere als Eishockeyspieler bei den heimischen Amstel Tijgers, für die er bereits als 15-Jähriger in der Ehrendivision, der höchsten niederländischen Spielklasse, debütierte. Nachdem sich die Tijgers 2010 aus finanziellen Gründen vom Spielbetrieb zurückzogen, wechselte der Nordholländer zum amtierenden Landesmeister Nijmegen Devils in das Gelderland, spielte aber auch einige Spiele für die Zoetermeer Panters. Nach nur einem Jahr kehrte er in seine Heimatstadt zurück und spielte dort zwei Jahre für die Amsterdam G’s, den Nachfolgeklub der Tijgers. 2013 zog es ihn nach Tschechien, wo er beim zweitklassigen BK Mladá Boleslav allerdings nur zu einem Einsatz kam und noch im Oktober desselben Jahres in die Niederlande – diesmal zu den Friesland Flyers aus Heerenveen – zurückkehrte. 2015/16 spielte er bei den Amstel Tijgers Amsterdam in der damals neugegründeten belgisch-niederländischen BeNe League. Nach zwischenzeitlicher Unterbrechung der Karriere spielte er 2022 bis 2024 für die Amsterdam Snipers in der Derde Divisie.

### International
Für die Niederlande nahm van de Velden an den Spielen der Division I der U18-Junioren-Weltmeisterschaft 2008 und – nach dem Abstieg der Niederländer – an den Spielen der Division II der U18-Junioren-Weltmeisterschaft 2009 und 2010 teil. Schon als 17-Jähriger vertrat er seine Farben in der Division II der U20-Junioren-Weltmeisterschaft 2009. Auch 2010, 2011, als er zum besten Spieler seiner Mannschaft gewählt wurde, und 2012 stand er bei den U20-Junioren-Weltmeisterschaften der Division II auf dem Eis.
Bei der ersten Qualifikationsrunde für die Olympischen Winterspiele 2014, die im November 2012 in Budapest stattfand, debütierte van de Velden in der Herren-Nationalmannschaft. Nach dem überraschenden 7:6-Erfolg nach Penalty-Schießen im entscheidenden Spiel gegen die Gastgeber, wurde der Verteidiger auch für die zweite Qualifikationsrunde im Februar 2013 in Bietigheim-Bissingen nominiert, wo die Niederländer jedoch chancenlos blieben und nach drei klaren Niederlagen als Gruppenletzter ausschieden. Nur zwei Monate später gab er sein WM-Debüt in der Division I in Donezk, wo er im Spiel gegen Litauen mit dem 2:0 auch sein erstes WM-Tor bei den Herren erzielte. Auch 2014 und 2015 stand er in der Division I auf dem Eis.

## Statistik
(Stand: Ende der Spielzeit 2015/16)